# Oxwich Castle

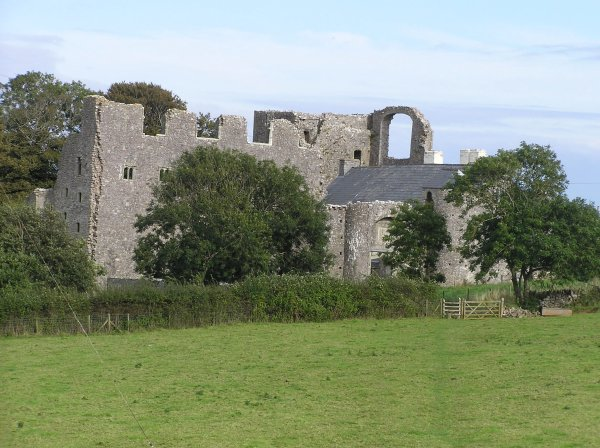
Oxwich Castle von Nordwesten

Oxwich Castle (walisisch Castell Oxwich) ist die Ruine eines Herrenhauses aus der Tudorzeit auf der Gower-Halbinsel in Wales. Die als Kulturdenkmal der Kategorie Grade I klassifizierte und als Scheduled Monument geschützte Ruine liegt etwa 500 m südlich des Dorfes Oxwich auf einem bewaldeten Höhenzug über der Oxwich Bay.

## Geschichte
Vermutlich bestand bereits im 13. Jahrhundert eine steinerne Burg an der Stelle des heutigen Herrenhauses, die 1306 in einer Urkunde von William de Braose als Lehen genannt wird. 1459 wurde Oxwich Castle als Besitz von Philip Mansel erwähnt. Die Familie Mansel war bereits unter Eduard I. auf der Halbinsel Gower ansässig und gehörte der Gentry an. Philip Mansel, der Mary, eine Tochter des mächtigen Gruffudd ap Nicolas geheiratet hatte, wurde während der Rosenkriege 1464 des Hochverrats angeklagt und verlor seine Ländereien. Sein Sohn Jenkin Mansel unterstützte 1485 Henry Tudor und erhielt so nach der Schlacht von Bosworth die Ländereien der Familie zurück. Sein Sohn Rhys Mansel kam unter Heinrich VIII. zu Einfluss und Reichtum, so dass er ab etwa 1520 vermutlich anstelle des älteren Hauses mit dem Bau eines neuen Herrenhauses begann. Der Bau wurde etwa 1538 fertiggestellt und der Sitz der Familie wurde von Penrice Castle in das neue Herrenhaus verlegt. Sein Sohn Edward Mansel ließ das Haus etwa von 1558 bis 1580 durch einen mächtigen, prachtvollen Ostflügel erweitern, wobei er sich vermutlich finanziell übernahm. Bereits im 17. Jahrhundert verlegte die Familie ihren Hauptsitz nach Margam Abbey, 1632 wurde Oxwich Castle als Landgut verpachtet. Der Südflügel wurde von den Pächtern als Wohnhaus genutzt, während der Ostflügel im Laufe der Zeit verfiel und gegen Ende des 18. Jahrhunderts einstürzte. 1949 wurde das baufällige Haus dem Staat übergeben. Nach einer aufwändigen Restaurierung ist das Haus jetzt im Besitz des Cadw und kann von Ende März bis Ende Oktober besichtigt werden.

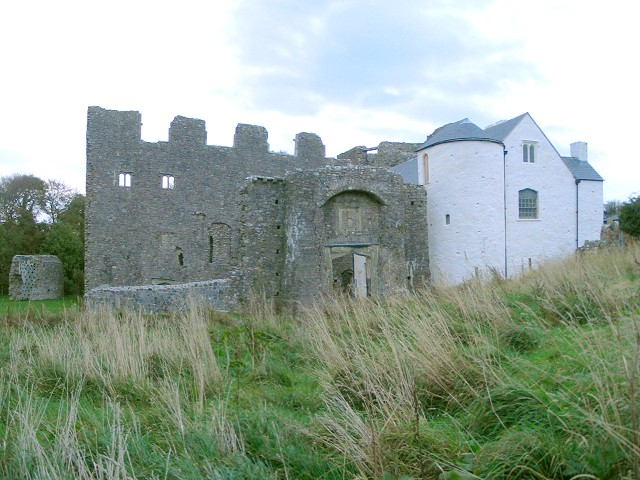
Das Tor und der Südflügel, dahinter die Ruine des Ostflügels

## Anlage
Das Herrenhaus wurde im 16. Jahrhundert als kompakte, rechteckige Anlage um einen Hof errichtet und besaß ein eindrucksvolles Tor mit Wehrgang und Brustwehr sowie flankierendem Turm errichtet, doch die Befestigungen dienten nur zur Dekoration und waren nicht zur Verteidigung gedacht. Die prächtige, wappengeschmückte Toreinfahrt führt in den rechteckigen Innenhof, der von den beiden im rechten Winkel aneinanderstoßenden Gebäudeflügeln und einer niedrigen Mauer auf der Westseite umschlossen wird. Die beiden Flügel sind beide für sich je ein selbständiges Herrenhaus mit Küche, Wirtschaftsräumen und Wohngemächern, wobei der Südflügel ungleich höher und größer als der ältere Ostflügel ist.

### Südflügel
Rechts von der Toreinfahrt liegt der weiß verputzte zweigeschossige Südflügel. Das Gebäude enthielt früher im Erdgeschoss eine Küche sowie drei weitere Wirtschaftsräume. Im Obergeschoss befand sich eine Halle sowie das Privatgemach der Besitzerfamilie. Während seiner Nutzung als Bauernhaus wurde das Gebäude ab dem 17. Jahrhundert mehrfach umgebaut und durch einen kleinen Anbau an der Rückseite erweitert. Vermutlich wurde auch die Eingangstür an die jetzige Stelle verlegt, wobei Steine aus dem verfallenen Ostflügel verwendet wurden. Beim Einsturz des Ostflügels wurde auch der Südflügel beschädigt, jedoch wieder aufgebaut. Nach der Übernahme des Gebäudes durch den Staat wurden einige der Umbauten wieder rückgängig gemacht. Heute befinden sich in dem Gebäude Ausstellungen zur Geschichte des Herrenhauses und zur Geschichte von Wales.

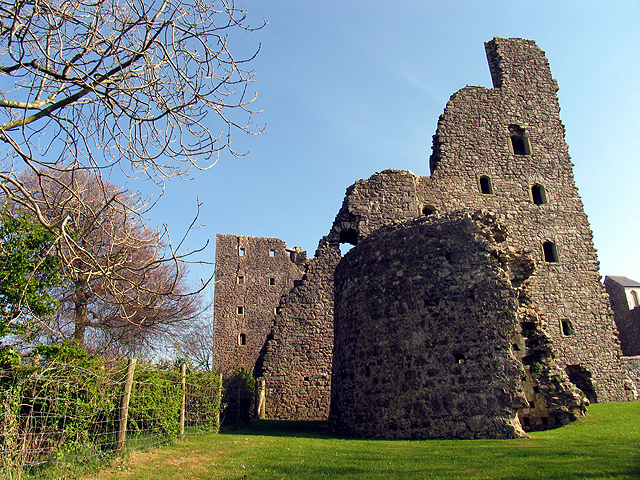
Die Ruine des Ostflügels, im Vordergrund das Taubenhaus, im Hintergrund die Ruine des südöstlichen Turms

### Ostflügel
Gegenüber der Toreinfahrt befindet sich die Ruine des Ostflügels, der einst wesentlich größer als der angrenzende Südflügel war. Oberhalb des Südflügels befinden sich Mauerzähne, die darauf schließen, dass ursprünglich geplant war, den Südflügel zu erhöhen. 
In dem mehrgeschossigen Ostflügel befanden sich einst über dem Erdgeschoss ein zweigeschossiger Saal sowie zahlreiche andere Räume, die durch mehrere Treppenhäuser erschlossen waren. An der Südseite befanden sich die Privatgemächer des Hausherrn. Das oberste Geschoss enthielt eine durchgehende, durch mehrere große Fenster erhellte Long Gallery, von der man einen weiten Blick über die Oxwich Bay hatte. An der äußeren Südseite des Gebäudes befanden sich einst drei turmartige Anbauten, so dass es einen E-förmigen Grundriss hat. Von den Anbauten sind noch die Außenmauern des südöstlichen Turmes erhalten. Dieser Anbau enthielt einst sechs Etagen, von denen die oberen fünf mit Kaminen und Latrinen versehen waren und der somit  vermutlich zur Unterbringung des Gefolges diente. Von dem südwestlichen Turm sind nur noch wesentlich niedrigere Mauerreste erhalten, die jedoch vermutlich noch aus dem Spätmittelalter und damit von einem Vorgängerbau stammen. Von dem mittleren Anbau sind nur die Fundamente erhalten, es ist unklar, ober er je die Höhe der beiden anderen Anbauten erreichte.

### Taubenhaus und landwirtschaftliche Gebäude
Außerhalb des Innenhofes und nördlich des Ostflügels befindet sich die Ruine eines runden, turmartigen Taubenhauses. Hinter dem Südflügel befindet sich ein landwirtschaftlicher Betrieb mit umfangreichen Gebäuden aus dem 20. Jahrhundert.